# Кюрдмашы
Кюрдмашы (азерб. Kürdmaşı) — село в Исмаиллинском районе Азербайджана.

## География
Расположено у южных подножий Бурновулского хребта, в 18 км к юго-западу от районного центра — города Исмаиллы.

## История
В «Описание Ширванской провинции, составленное в 1820 году, по распоряжению главноуправляющего в Грузии Ермолова, генерал-майором  Мадатовым и статским советником Могилёвским», упоминается «татарское» (азербайджанское) селение Кюрть-Маши с населением 30 семейств.

## Население
Численность населения Кюрдмашы составляет 3213 человек.
По сведениям «Кавказского календаря» на 1856 год в селении Кюртмаши проживали «татары»-«мухаммеданы» (азербайджанцы-мусульмане) с разговорным языком азербайджанским, по источнику «татарским».

## Экономика
- Виноградарство, садоводство; животноводство.
- Переработка молока и шерсти[8].

## Известные уроженцы
- Гасанов, Джейхун Агасаф-оглы (1968—1987) — солдат Советской Армии. Участник войны в Афганистане. За мужество и отвагу награждён орденом Красной Звезды (посмертно)[9].
- Гасанова, Гюлистан Агали кызы (род. 1925) — советский азербайджанский животновод, Герой Социалистического Труда (1981). Заслуженный животновод Азербайджанской ССР (1972)[10].
- Эмин Абасов (род. 1989) — российский спортсмен, победитель чемпионатов и Кубков мира по боевому самбо, кикбоксингу и MMA.
- Нубар Рамазан кызы Гасанова (род. 1890) — долгожительница, мать-героиня[11].

## Чрезвычайные ситуации
- 20 декабря 2014 года в результате пожара в частном доме погибла 5-летняя девочка[12].
- 12 июня 2016 года сильный ливневый дождь, сопровождавшийся штормовым ветром, вызвал паводки и селевые потоки в Исмаиллинском районе Азербайджана. Были разрушены ряд мостов, в т.ч. в селе Кюрдмаши — три[13].
- 26 апреля 2017 года в селе сгорел инкубатор[14].